# Claudio Merulo

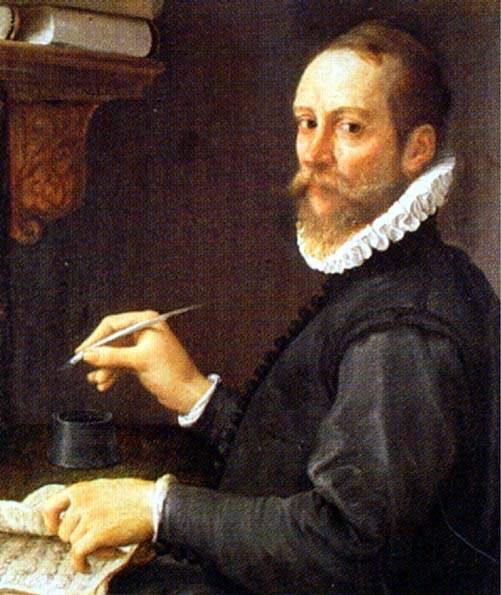
Förmodat porträtt av Claudio Merulo,Gallerie di Capodimonte, Neapel

Claudio Merulo, född den 8 april 1533, död den 4 maj 1604 i Parma, Italien, var en italiensk tonsättare och organist.

## Biografi
Lite är känt om Merulos tidiga liv förutom att han studerade i Correggio för Tuttovale Menon, en berömd madrigalist som också arbetat i Ferraraborgen. Han studerade också för Girolamo Donato, organist. I Venedig han blev nära vän med Costanzo Porta, en vänskap som skulle fortsätta hela hans liv. 
Den 21 oktober 1556 utsågs han till organist i den gamla katedralen i Brescia (Duomo Vecchio), och hans skicklighet som organist måste ha varit imponerande, eftersom han 1557 blev organist i Markuskyrkan, en av de mest prestigefyllda positionerna för en organist i Italien. Han valdes från en lista över kandidater som bl. a. inkluderade Andrea Gabrieli. Detta var den första viktiga händelsen i hans karriär, och han ansågs vara den skickligaste organisten i Italien.
Efter försteorganisten Padovanos hastiga avgång från Venedig år 1566 utsågs Merulo till försteorganist, och Andrea Gabrieli blev den andra organisten. Han utsågs också till ambassadör för republiken Venedig vid bröllopet mellan Franceso de 'Medici och Bianca Cappello 1579 och skrev hyllningsmusik för Henrik III av Frankrike, när denne besökte Venedig 1574.
År 1584, lämnade Merulo plötsligt sin position i Venedig. Orsakerna till detta är oklara, och något överraskande. I Venedig var han välbetald, och hade ett mycket gott rykte, och Markuskyrkan var en av de viktigaste platserna för en organist. Men i december 1584 nämns hans namn i avlöningslistan vid Farnesiaborgen i Parma.
År 1587 utnämndes han till organist i Parmakatedralen och från 1591 även i kyrkan Santa Maria della Steccata. Under sin tid här, begärde han förbättringar av orgeln, som utfördes av Costanzo Antegnati, den sista arvingen i den stora Brescianfamiljen av orgelbyggare. Man kan dra slutsatsen att Merulo använde Steccataorgeln för experiment för nya kompositioner, en fortsättning baserad på hans venetianska erfarenhet.
Merulo bodde i Parma till sin död. Under denna period gjorde han flera resor till Venedig och Rom, där han publicerade sin två berömda volymer Toccate per organo.

## Musik och influens
Merulo är känd för sin klavermusik. Hans Toccatas, i synnerhet, är nyskapande och han var den förste att kontrastera delar av kontrapunktavsnitt med passager.  Ofta börjar hans klaverstycken som om de var en transkription av vokal polyfoni, men läggs sedan gradvis till utsmyckning och bearbetning tills de når en kulminerande passage av stor virtuositet. Ibland, särskilt i hans senare musik, utvecklar han prydnader som förvärvar status som motiv, som sedan används till en utveckling som föregriper en generativ huvudteknik under barocktiden. 
Merulo ignorerade ofta "reglerna" för harmoni, vilket ger musiken en uttrycksfull intensitet mer förknippad med den sena madrigalistskolan än med klavermusik vid den aktuella tiden. Hans klavermusik var enormt inflytelserik, och hans idéer kan ses i musik av Sweelinck, Frescobaldi och andra. På grund av det stora inflytande Sweelinck hade som lärare, kom mycket av den virtuosa klavertekniken med i den nordtyska orgelskolan, och avslutas med Johann Sebastian Bach, som kan göra anspråk på att härstamma från Merulos nydaning.
Även om ryktet om hans instrumentalmusik har överskuggat mycket av hans á cappellasång, var Merulo var också en madrigalist. Eftersom han var en medlem av det som idag kallas för venetianska skolan, skrev han också motetter för dubbel kör på samma sätt som Andrea och Giovanni Gabrieli. Han publicerade två böcker med Madrigali för fem stämmor (1566 och 1604), en med Madrigali för fyra (1579) och för tre (1580).
Den berömda essän om klaverteknik Il Transilvano (1593), av Girolamo Diruta, tillägnades Merulo, vilket indikerar hans ställning som en av de viktigaste klaverspelarna under den italienska renässansen.